# Baskountchak
Le lac Baskountchak (en russe : Баскунчак) est un lac salé de l'oblast d'Astrakhan en Russie.

## Géographie

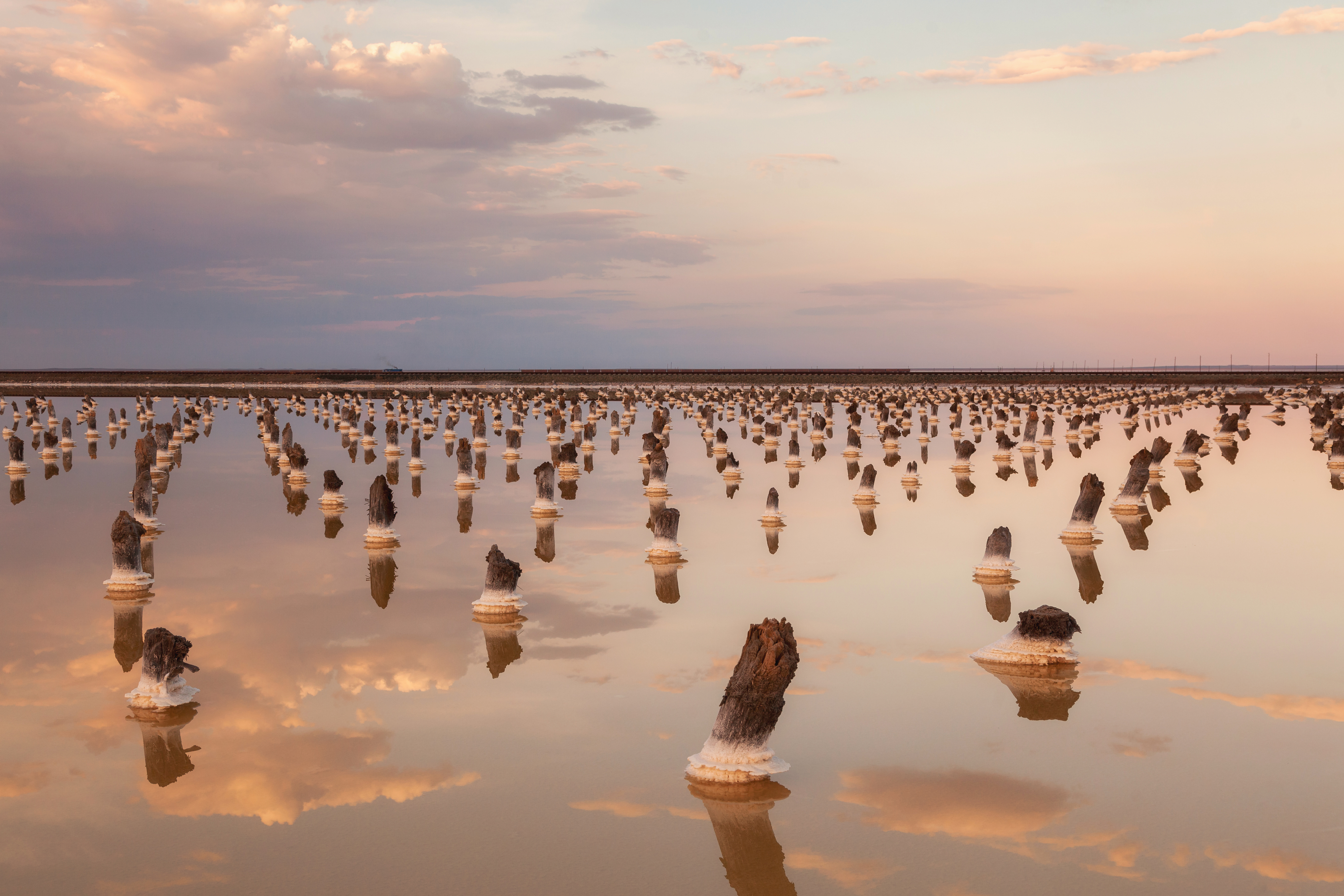
Poteaux de bois pour la production de sel dans le lac Baskountchak. Ils servent à tendre des filets sur lesquels le sel cristallise, et de là on peut le récolter.

Le lac est situé à environ 270 km au nord de la mer Caspienne, à cinquante kilomètres d'Akhtoubinsk et à l'est de la Volga. La frontière avec le Kazakhstan est à 5 kilomètres du lac.
La superficie du lac est 115 km2. Il est situé à 21 m au-dessous du niveau de la mer et est alimenté par une rivière dont le bassin a une étendue de 11 000 km2.
La salinité du lac est environ de 300 g/l. Le sel extrait du lac Baskountchak contient 99,8 % de chlorure de sodium.
Le sel du lac est exploité depuis le VIIIe siècle. À l'époque il est distribué via la route de la soie. Le sel extrait compte pour 80 % de la production saline russe. De 1,5 à 5 millions de tonnes de sel peuvent être extraites du lac chaque année.
Au sud du lac se trouve le Grand Bogdo (nl), une colline de 150 m de haut qui est le plus haut point de la Caspienne. Poussée par un dôme salin, la colline monte d'environ 1 mm par an.
Pour les Kalmouks, le Grand Bogdo est une montagne sacrée.
Depuis 1997, le lac est une réserve naturelle protégée.
En 2021, le site est reconnu au titre de réserve de biosphère par l'Unesco.